# Chalautre-la-Grande
Chalautre-la-Grande ist eine französische Gemeinde im Département Seine-et-Marne in der Region Île-de-France. Sie gehört zum Kanton Provins (bis 2015 Kanton Villiers-Saint-Georges) im Arrondissement Provins.
Die Bewohner werden Chalautriers genannt

## Geographie

### Gemeindegliederung
Neben der Hauptsiedlung gehören zur Gemeindegemarkung auch die Weiler Puits Froux, Puits Jolly, Les Chaises und Fouchères.

### Nachbargemeinden
Umgeben ist  von den Gemeinden Beauchery-Saint-Martin im Norden, La Saulsotte im Osten, Saint-Nicolas-la-Chapelle im Südosten, Le Mériot im Süden, Sourdunim Südwesten sowie Léchelle im Westen.

## Bevölkerungsentwicklung
| Jahr      | 1962 | 1968 | 1975 | 1982 | 1990 | 1999 | 2008 | 2014 |
| --------- | ---- | ---- | ---- | ---- | ---- | ---- | ---- | ---- |
| Einwohner | 463  | 446  | 377  | 383  | 570  | 610  | 692  | 721  |

## Sehenswürdigkeiten
- Kirche Saint-Georges, Monument historique

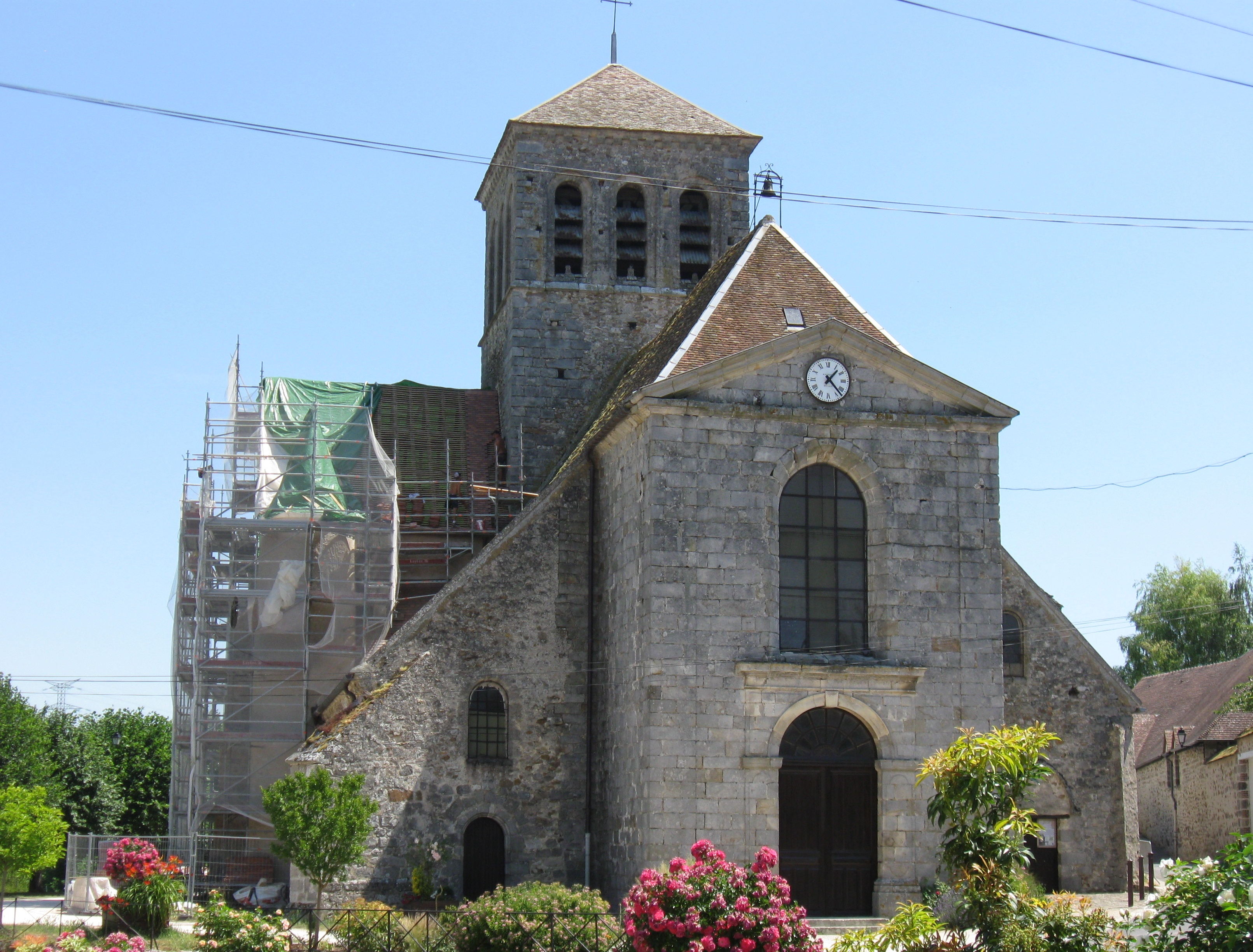
Kirche Saint-Georges